# Ungulipetalum filipendulum
Ungulipetalum filipendulum là một loài thực vật có hoa trong họ Biển bức cát. Loài này được (Mart.) Moldenke miêu tả khoa học đầu tiên năm 1938.